# Perte de l'état clérical
La perte de l'état clérical dans l'Église catholique est une mesure canonique par laquelle un clerc (diacre, prêtre ou évêque) perd tous les droits et devoirs attachés à son état, soit à sa demande (perte gracieuse), soit par sanction (renvoi de l'état clérical).

## Dans le code de droit canonique
La perte de l'état clérical est régie par les canons 290 à 293 du Code de droit canonique de 1983 :
« Chapitre IV la perte de l'état clérical
Can. 290 - L'ordination sacrée, une fois validement reçue, n'est jamais annulée.  Un clerc perd cependant l'état clérical :
1. par sentence judiciaire ou décret administratif qui déclare l'invalidité de l'ordination sacrée ;
2. par la peine de renvoi légitimement infligée ;
3. par rescrit du Siège Apostolique ; mais ce rescrit n'est concédé par le Siège Apostolique aux diacres que pour des raisons graves et aux prêtres pour des raisons très graves.

Can. 291 - En dehors des cas du Can. 290, § 1, la perte de l'état clérical ne comporte pas la dispense de l'obligation du célibat, qui n'est concédée que par le seul Pontife Romain.
Can. 292 - Le clerc, qui perd l'état clérical selon les dispositions du droit, perd en même temps les droits propres à l'état clérical, et il n'est plus astreint à aucune des obligations de l'état clérical, restant sauves les dispositions du ⇒ can. 291; il lui est interdit d'exercer le pouvoir d'ordre, restant sauves les dispositions du ⇒ can. 976; il est de ce fait privé de tous les offices et charges, et de tout pouvoir délégué.
Can. 293 - Le clerc qui a perdu l'état clérical ne peut de nouveau être inscrit parmi les clercs, si ce n'est par rescrit du Siège Apostolique. »
La perte de l'état clérical ne remet pas en cause le sacrement de l'ordre, qui ne peut être dissous (c. 290). Ainsi, un prêtre peut demander à recouvrer son état antérieur (c. 293) sans devoir être réordonné, si cela lui est accordé. 
Le prêtre qui a perdu l'état clérical ne peut plus dispenser les sacrements (c. 292), sauf, en cas de danger de mort d’une personne, confesser et donner l'onction des malades. Il reste astreint au célibat (c. 291), même si en pratique la dispense est habituellement accordée.

## Perte de l'état clérical sollicitée par le clerc

### Le cas de nullité
L'ordination peut être reconnue invalide (c. 290 1°). Il ne s'agit pas d'une annulation, le sacrement de l'ordre étant indélébile, mais d'un constat de nullité qui fixe qu'il n'y a jamais eu d'ordination, notamment lorsqu'il existe un vice de consentement. Cette mesure est extrêmement rare.

### La perte volontaire de l'état clérical
Un prêtre peut demander à titre gracieux à quitter l'état clérical pour des motifs graves (c. 290 3°) — il ne peut s'agir de convenance personnelle pour un prêtre — comme un discernement insuffisant avant l'ordination, un sérieux défaut physique ou moral empêchant l'exercice du ministère, ou l'abandon depuis plusieurs années (en pratique au moins cinq ans) des obligations de l'état clérical, en particulier par le fait d'avoir des enfants ou d'avoir contracté un mariage civil. Ce dernier cas est le plus courant, la perte de l'état clérical venant régulariser une situation illicite. 
La demande est adressée à l'évêque compétent qui l'instruit en interrogeant le demandeur sur ses motivations, en prenant appui au besoin sur des témoignages et des expertises. Le dossier est ensuite transmis au Dicastère pour le clergé qui rédige, le cas échéant, le rescrit de perte de l'état clérical signé du pape et du préfet du dicastère. Cette permission peut être accordée ou refusée au prêtre. 

## Renvoi de l'état clérical
Autrefois appelé réduction à l'état laïc (reductio clerici ad statum laicalem dans l'ancien Code de droit canonique de 1917), le renvoi de l'état clérical (c. 290 2°) constitue une peine prononcée en raison de graves délits (delicta graviora) : 
- l’apostasie, l’hérésie et le schisme
- la profanation des espèces consacrées.
- la concélébration de la messe avec des ministres d'églises non reconnues par Rome
- la tentative d’ordination d’une femme
- la violation du secret de la confession
- l’absolution en confession du complice d’un péché de nature sexuelle (contra sextum : contre le sixième commandement), ou la sollicitation sexuelle du pénitent.
- le délit contra sextum avec un mineur de moins de dix-huit ans ou avec une personne qui jouit habituellement d’un usage imparfait de la raison
- l’acquisition, la détention, ou la diffusion d’images pornographiques de mineurs de moins de dix-huit ans

À ces delicta graviora s'ajoutent les délits suivants :
- l’homicide, l’enlèvement, la séquestration, la mutilation et les blessures graves
- les violences sexuelles
- l’incitation d’un mineur à réaliser ou à participer à des exhibitions pornographiques
- la violence contre le pontife romain en fonction de sa gravité
- la désobéissance à l'autorité ecclésiale
- le mariage, le concubinage

La peine peut être prononcée au terme d'un procès canonique, ou par une procédure extra-judiciaire accélérée (cas le plus fréquent), ou, dans les cas les plus graves, par le pape lui-même.

### Cas récents
Le 16 février 2019, le pape François a renvoyé de l'état clérical le cardinal américain Theodore McCarrick en raison d'abus sexuels sur mineurs. En France, l'abbé Bernard Preynat a été renvoyé de l'état clérical le 4 juillet 2019 par le tribunal ecclésiastique de Lyon pour les mêmes motifs.
À la suite de la réouverture du dossier par le pape François et le Dicastère pour la Doctrine de la foi, l’évêque belge Roger Vangheluwe a été renvoyé de l'état clérical le 20 mars 2024 en raison de violences sexuelles sur son neveu, mineur au moment des faits, et de détention d'images pédopornographiques.